# Henry Huntly Haight

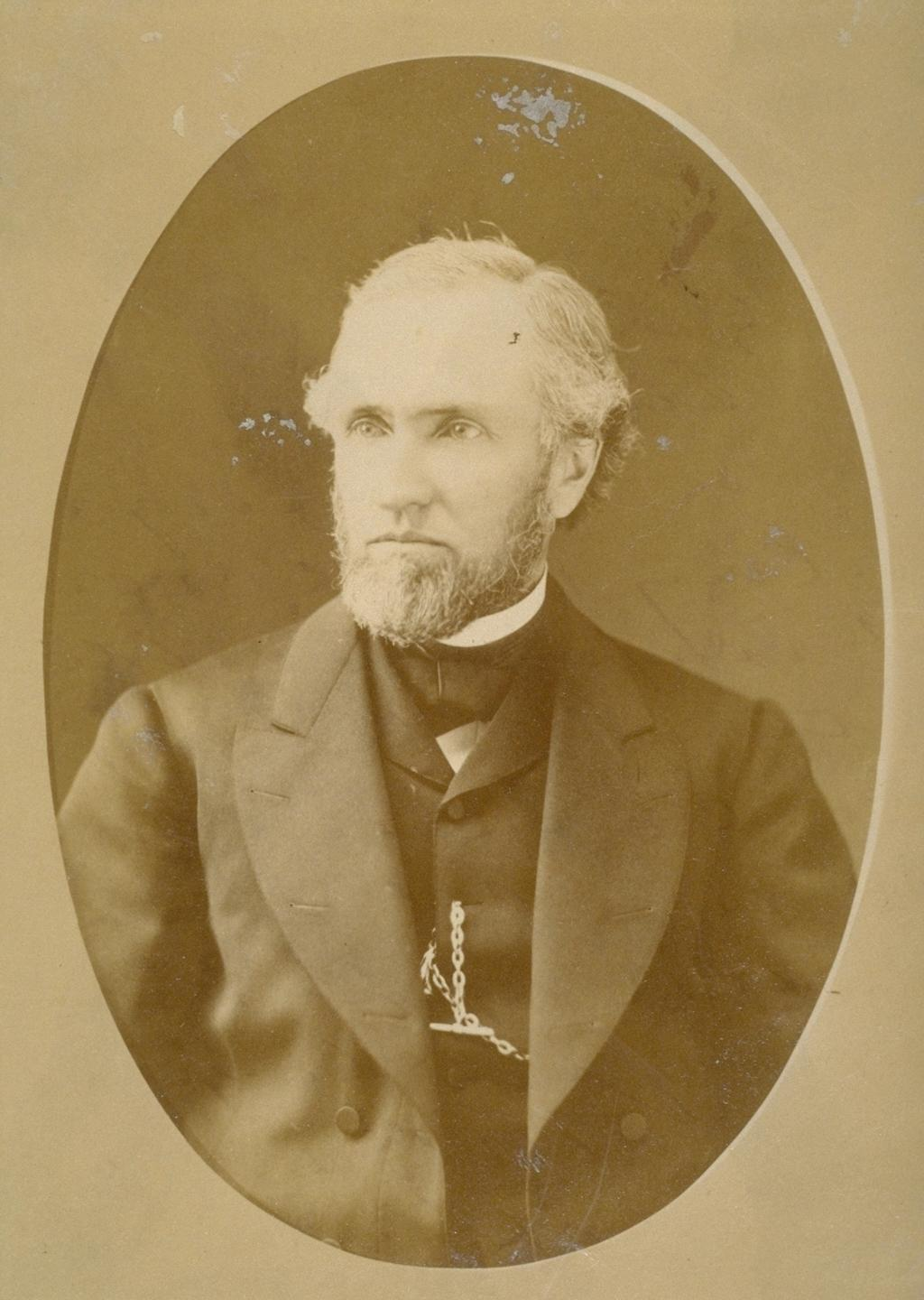
Henry Huntly Haight

Henry Huntly Haight (* 20. Mai 1825 in Rochester, Monroe County, New York; † 2. September 1878 in San Francisco, Kalifornien) war von 1867 bis 1871 der zehnte Gouverneur von Kalifornien.

## Werdegang
Henry Huntly Haight absolvierte ein Jura-Studium an der Yale University, das er 1844 erfolgreich abschloss. Anschließend trat er in die Kanzlei seines Vaters ein, der sich in St. Louis in Missouri niedergelassen hatte. Nach einiger Zeit machte er sich in San Francisco, Kalifornien, selbständig und erwarb sich einen guten Ruf als Jurist.
Im Jahr 1859 wurde er Vorsitzender der Republikanischen Partei Kaliforniens. Etwas später wandte er sich der Demokratischen Partei zu. Am 4. September 1867 wurde er zum 10. Gouverneur von Kalifornien gewählt; am 5. Dezember des gleichen Jahres trat er die vierjährige Amtszeit an. Während dieser Zeit wurde die Transkontinentale Eisenbahn fertiggestellt, die Kalifornien mit der Ostküste verband. Außerdem wurde der Golden Gate Park entworfen. Haight reduzierte die Staatsverschuldung und reorganisierte das Gesundheitswesen in Kalifornien. Trotzdem gelang es ihm nicht, wiedergewählt zu werden. Er schied daher am 8. Dezember 1871 aus dem Amt.
Nach seiner Zeit als Gouverneur betätigte er sich wieder als Rechtsanwalt. Außerdem war er Mitglied des Kuratoriums der University of California. Im Jahr 1878 wollte er wieder auf die politische Bühne zurückkehren. Allerdings kam es dazu nicht mehr, da er im selben Jahr verstarb.